# Patrick Springs
Patrick Springs és una concentració de població designada pel cens dels Estats Units a l'estat de Virgínia. Segons el cens del 2000 tenia 2.068 habitants.

## Demografia
Segons el cens del 2000, Patrick Springs tenia 2.068 habitants, 872 habitatges, i 622 famílies. La densitat de població era de 50,9 habitants per km².
Dels 872 habitatges en un 30,4% hi vivien nens de menys de 18 anys, en un 56% hi vivien parelles casades, en un 11,5% dones solteres, i en un 28,6% no eren unitats familiars. En el 25,3% dels habitatges hi vivien persones soles l'11,5% de les quals corresponia a persones de 65 anys o més que vivien soles. El nombre mitjà de persones vivint en cada habitatge era de 2,37 i el nombre mitjà de persones que vivien en cada família era de 2,83.
Per edats la població es repartia de la següent manera: un 23,5% tenia menys de 18 anys, un 6,8% entre 18 i 24, un 27,4% entre 25 i 44, un 27,6% de 45 a 60 i un 14,7% 65 anys o més.
L'edat mediana era de 40 anys. Per cada 100 dones de 18 o més anys hi havia 91,1 homes.
La renda mediana per habitatge era de 35.028 $ i la renda mediana per família de 41.222 $. Els homes tenien una renda mediana de 25.404 $ mentre que les dones 21.218 $. La renda per capita de la població era de 16.915 $. Entorn del 10,7% de les famílies i el 14,4% de la població estaven per davall del llindar de pobresa.

## Poblacions més properes
El següent diagrama mostra les poblacions més properes.